# Rhizophagus japonicus
Rhizophagus japonicus es una especie de coleóptero de la familia Monotomidae.

## Distribución geográfica
Habita en Japón.